# Уоррен, Виктор
Виктор Генри Верни Уоррен (англ. Victor Henry Verney Warren, 19 августа 1937, Ванкувер, Канада) — канадский хоккеист (хоккей на траве), нападающий.

## Биография
Виктор Уоррен родился 19 августа 1937 года в канадском городе Ванкувер.
Играл в хоккей на траве за команду из Ванкувера.
В 1964 году вошёл в состав сборной Канады по хоккею на траве на Олимпийских играх в Токио, поделившей 13-14-е места. Играл на позиции нападающего, провёл 7 матчей, забил 1 мяч в ворота сборной Бельгии.